# Douglas C-124 Globemaster II

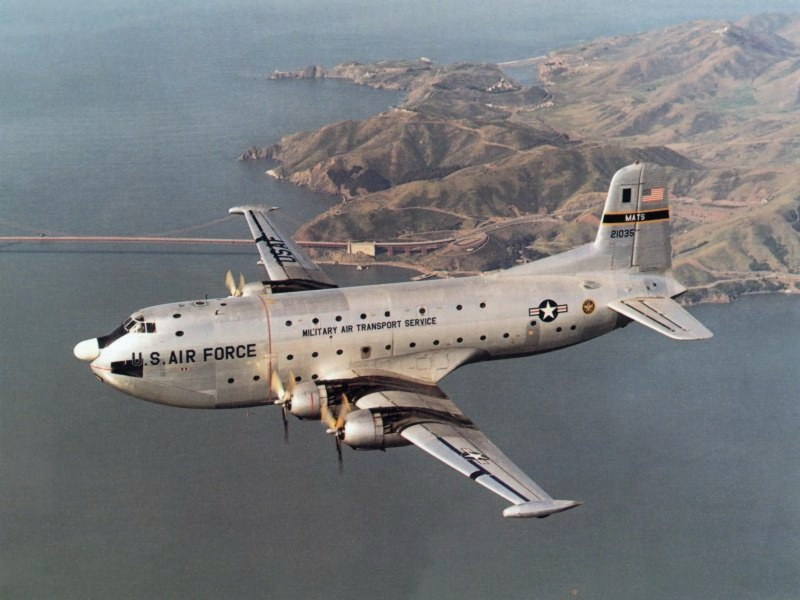
C-124C Globemaster

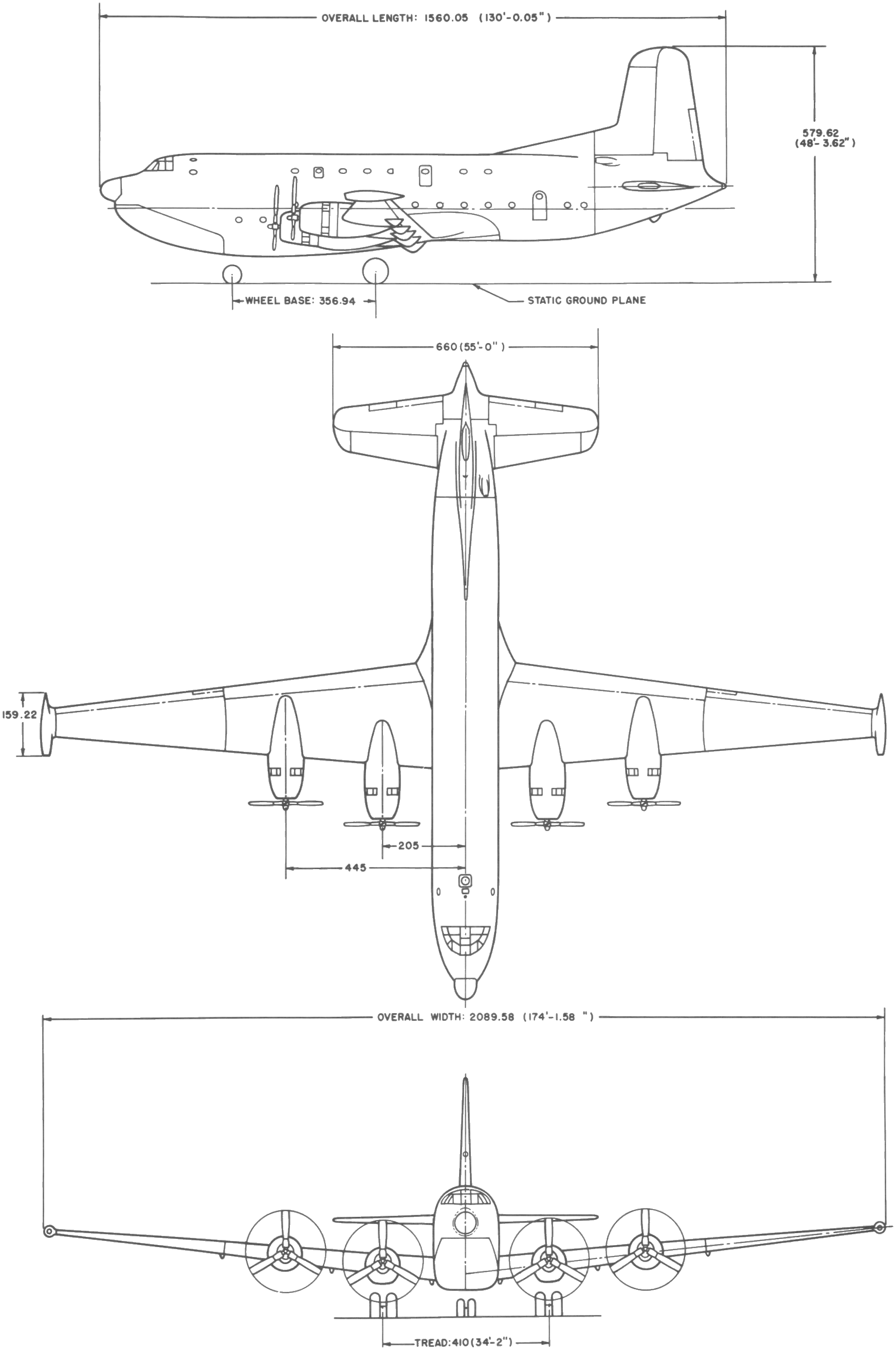
Tekening met afmetingen Douglas C-124C Globemaster II

De Douglas C-124 Globemaster II is een Amerikaans vrachtvliegtuig gebouwd door de Douglas Aircraft Company in Long Beach te Californië. De C-124 was het belangrijkste zware transportmiddel voor de Military Air Transport Service (MATS), onderdeel van de United States Air Force (USAF), in de jaren vijftig en begin jaren zestig. 
Het toestel werd opgevolgd door de Lockheed C-141 Starlifter. Het deed dienst in MATS, later Military Airlift Command (MAC), eenheden van de Air Force Reserve en Air National Guard en werd uiteindelijk in 1974 buiten gebruik gesteld.

## Ontwerp en ontwikkeling
Douglas Aircraft was tussen 1947 en 1949 bezig met de ontwikkeling van de C-124, op basis van een prototype van de C-74 Globemaster  uit de Tweede Wereldoorlog. De Berlijnse luchtbrug had de militairen er van overtuigd dat een toestel met een groter laadvermogen essentieel was.
De C-124 kreeg een vrachtcapaciteit van 31.100 kg. In de 23 meter lange laadruimte waren twee bovenliggende takels om het laden en lossen te vergemakkelijken. Het toestel was groot genoeg om complete tanks, kanonnen, vrachtwagens en ander zwaar materieel vervoeren. Met aanpassingen voor het transport van passagiers naar twee dekken kon het 200 soldaten met uitrusting meenemen of 127 gewonden op draagbaren met hun verzorgers.
Het vliegtuig werd aangedreven door vier Pratt & Whitney R-4360 Wasp Major-motoren die elk 3800 pk (2800 kW) produceerden. Om het laden en lossen te vergemakkelijken waren er twee grote openslaande deuren en een hydraulisch bediende helling in de neus van de romp en een vrachtlift achter in de romp.

## Inzet
De C-124 vloog voor het eerst op 27 november 1949, en de iets aangepaste versie C-124A werd geleverd vanaf mei 1950. De versie C-124C kreeg krachtiger motoren en een APS-42-weerradar gemonteerd op de neus van het toestel. Op de vleugeltips waren verbrandingsverwarmers gemonteerd om de cabine te verwarmen en het vleugel- en staartoppervlak mogelijk ijsvrij te maken. De C-124A's werden later aangepast met deze verbeteringen.
Het eerste toestel werd in mei 1950 geleverd en in 1955 het laatste. In totaal zijn er 448 exemplaren gemaakt. Ze voerden zware vrachtoperaties uit voor het Amerikaanse leger over de hele wereld, inclusief vluchten naar Zuidoost-Azië, Afrika en elders. De C-124 is ingezet tijdens de Koreaanse oorlog en werd ook gebruikt voor bevoorradingsvluchten naar Antarctica. 
Van 1959 tot 1961 vervoerden ze Thor-raketten over de Atlantische Oceaan naar Engeland. De Thor raket was 20 meter lang, had een diameter van 2,4 meter en een leeggewicht van iets meer dan 3 ton. De C-124 werd ook veel gebruikt in de Vietnamoorlog om materieel naar Vietnam te vervoeren. Totdat de Lockheed C-5 Galaxy operationeel werd, de C-124 en de vergelijkbare Douglas C-133 Cargomaster de enige beschikbare vliegtuigen die zeer grote ladingen konden vervoeren.
Het Strategic Air Command (SAC) kreeg 50 exemplaren van de C-124 Globemaster en deze waren in dienst in de periode 1950-1962. Hun belangrijkste taak was het vervoeren van kernwapens tussen luchtbases en het transport van SAC-personeel en -uitrusting tijdens oefeningen en overzeese inzet.
De Military Air Transport Service (MATS) was de belangrijkste operator tot januari 1966, toen de organisatie de nieuwe naam Military Airlift Command (MAC) kreeg. Binnen een paar jaar na de oprichting van MAC werden de laatst overgebleven exemplaren van de C-124 overgebracht naar de Air Force Reserve (AFRES) en de Air National Guard (ANG), waarbij de overdracht in 1970 voltooid was. Bij de ANG ging het vliegtuig met pensioen in september 1974.

## Versies
YC-124
Prototype herbouwd van een C-74 met een nieuwe romp en vier R-4360-39-motoren van 3500 pk. Het kreeg later een nieuwe motor en werd opnieuw aangewezen als YC-124A.
YC-124A
Prototype YC-124 met vier krachtiger R-4360-35A-motoren van elk 3800 pk.
C-124A
Douglas Model 1129A, productieversie met vier R-4360-20WA-motoren van 3500 pk. Van deze versie zijn er 204 gebouwd. De meeste toestellen zijn later uitgerust met neusradar en verbrandingsverwarmers in de vleugeltip.
YC-124B
Douglas Model 1182E was een turbopropvariant van de C-124A met vier Pratt & Whitney YT34-P-6-turbopropmotoren. Het toestel zou ingezet worden als tankvliegtuig, maar werd vooral gebruikt voor proeven met turboprops. Oorspronkelijk aangeduid als C-127.
C-124C
Douglas Model 1317, hetzelfde als C-124A maar met vier krachtiger 3800 pk R-4360-63A-motoren, neusradar, vleugeltip-verbrandingsverwarmers en grotere brandstoftanks. Van deze versie zijn 243 exemplaren afgeleverd.

## Trivia
De bijnaam van het toestel was ‘Old Shakey’.

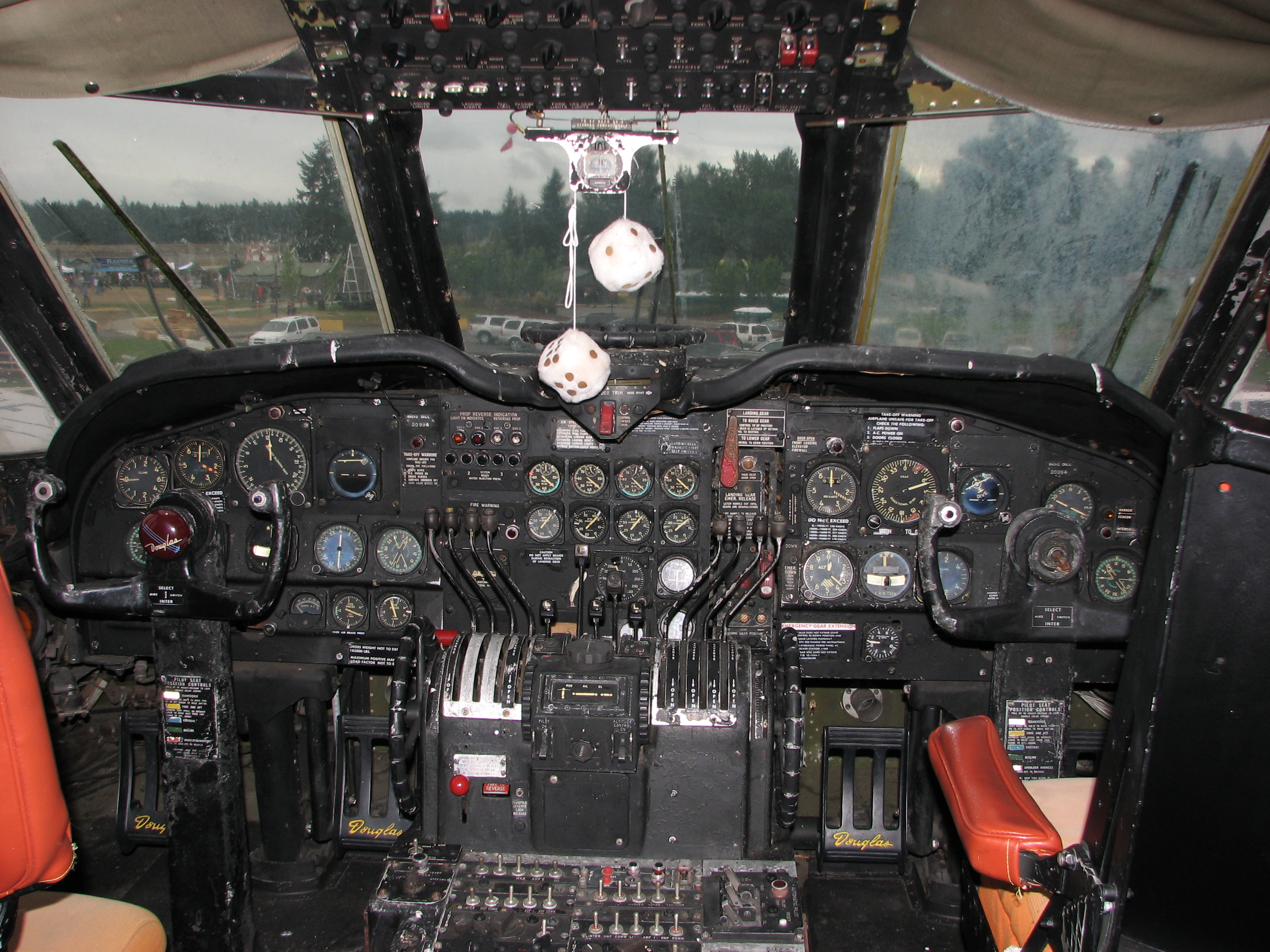
Cockpit van een C-124
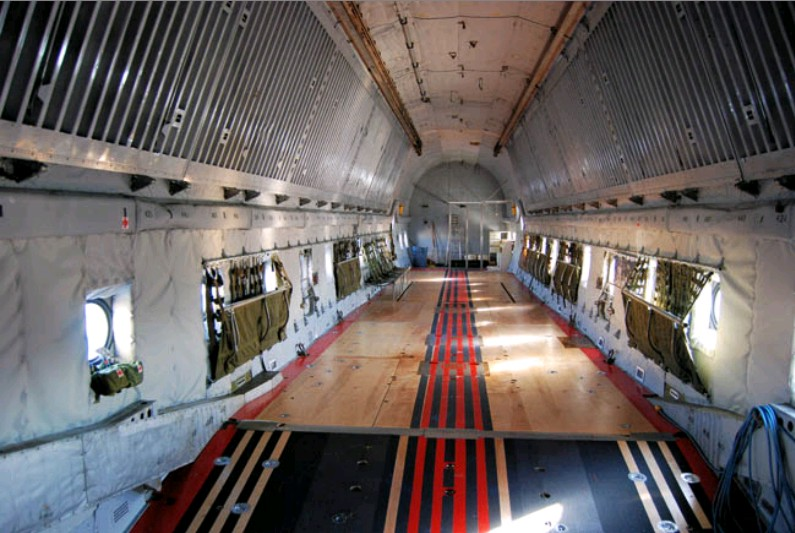
Globemaster vrachtruim
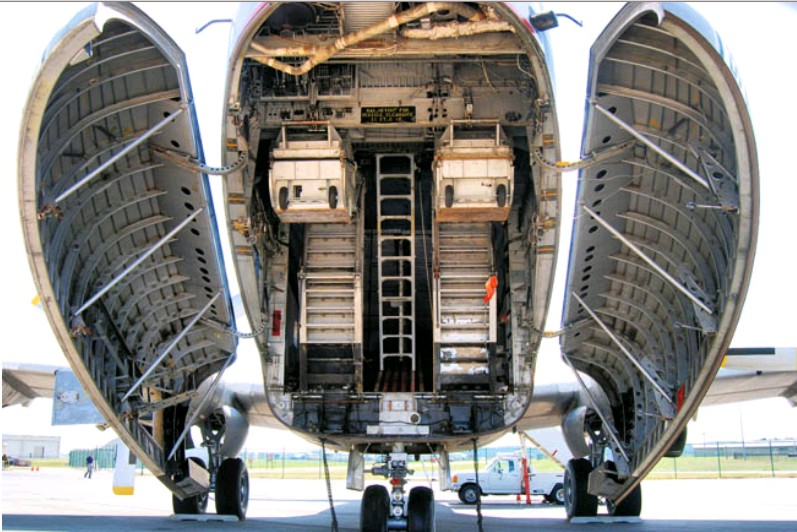
Vooraanzicht Globemaster op openstaande deuren
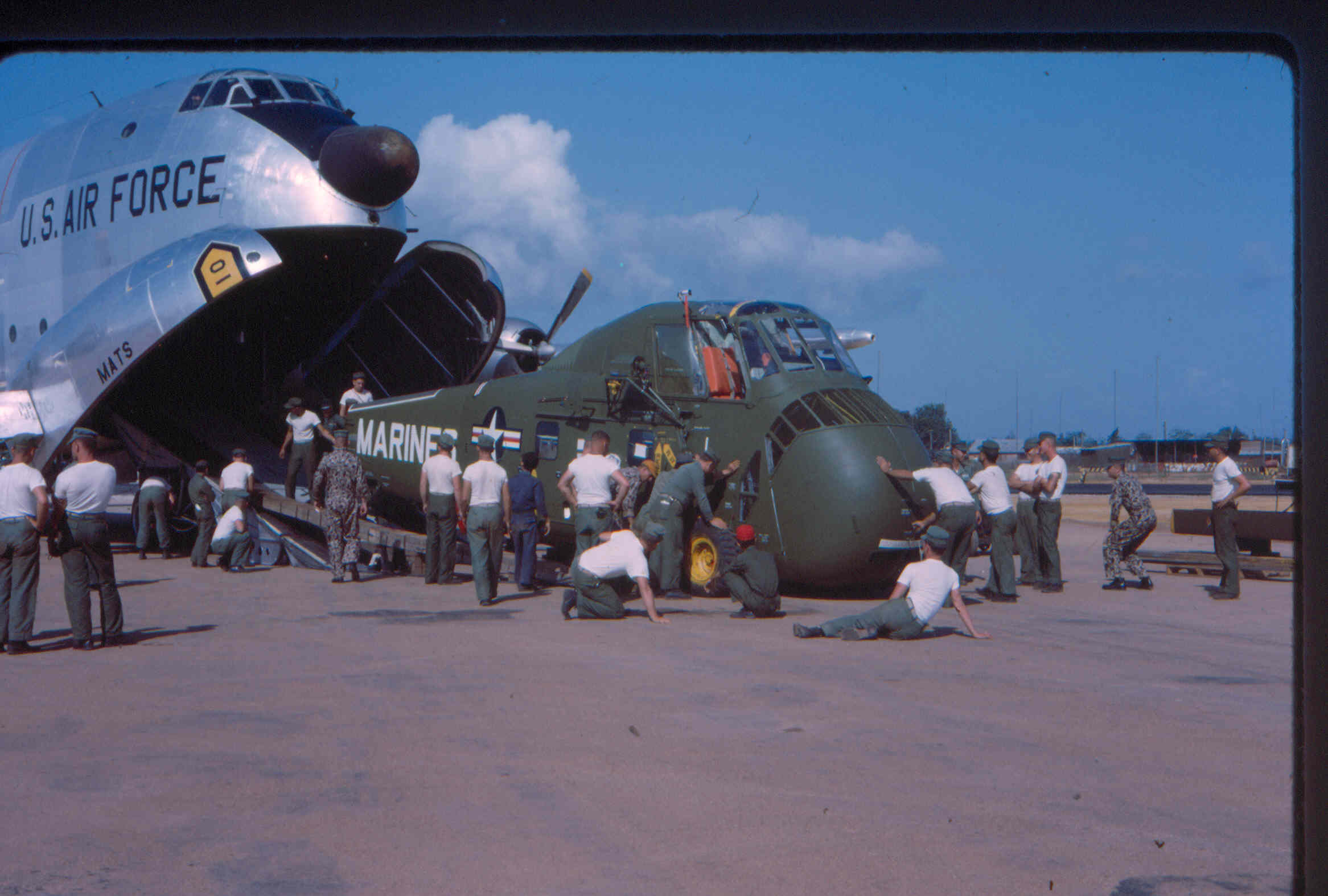
C-124 met UH-34D-helikopter
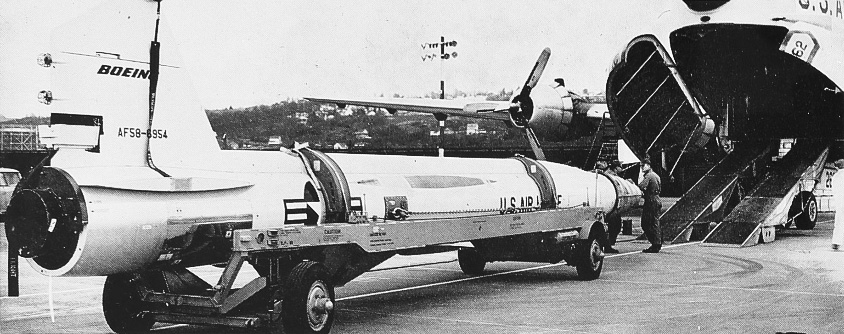
Een raket wordt in een Globemaster geladen